# Александар Маслеша
Александар Маслеша (Дубровник, 17. август 1976 — Београд, 16. јануар 1995) био је најмлађи борац Требињске бригаде Војске Републике Српске.

## Биографија
Александар Маслеша, од оца Драге и мајке Љубице, рођен је 1976. године.
Ратни сукоби на простору бивше Југославије доводе Александра са родитељима и сестром Александром у град подно Леотара. У Требињу уписује средњу Угоститељску школу. Био је џудиста. Иза себе је имао пет појасева и велики број медаља и диплома.
У августу 1993. године, са свега 16 година, Александар добровољно приступа Бобанској чети славног војводе Недељка Видаковића. Исте године бива лакше рањен на Рочиштима изнад Пољица (Попово Поље). Припадник Бобанске чете је био све до позива да се јави у војску Републике Српске, 11. октобра 1994. године, у Хан Пијесак. Војвода Видаковић му даје одсуство да се спреми за војску, али се Александар врло брзо враћа на положај. Бобанска чета се спремала да иде и преузме положаје на Борцима повише Коњица, и Александар им се придружује. Крећу око 20. септембра 1994. године.
Неколико дана након одласка, 27. септембра исте године, од исте гранате гину војвода Недељко Видаковић, капетан Драган Слијепчевић и мајор Љубиша Поповић, а у истом рову Александар Маслеша је тешко рањен. У току детонације, војвода Видаковић је својим тијелом заштитио млади живот, и сам погинуо. Александар је пребачен хеликоптером у Подгорицу, гдје је 16 дана био у коми. Исте те године, у децембру, након извршене операције у Подгорици, Александра су пребацили у Београд на ВМA, гдје је 16. јануара преминуо од последица рањавања.

## Споменик
У спомен и знак сјећања на најмлађег погинулог борца Бобанске чете, Општина Требиње је у насељу Брегови у Требињу поставила споменик Александру Маслеши, а стадион малих спортова добија име „Александар Маслеша.
У насељу Полице, код стадиона ФК Леотар, требињски навијачи Црвене звезде су урадили мурал посвећен Александру Маслеши.
Такође, снимљен је Документарни филм, аутора Небојше Колака, о најмлађем страдалом борцу Требињске бригаде. Филм је добио специјалну награду на фестивалу „РЕСТ ФЕСТ“ одржаном у КЦ Чукарица у Београду.

## Галерија
- Споменик Александру Маслеши у требињском насељу Брегови